# Siemiginów
Siemiginów (ukr. Семигинів) – wieś na Ukrainie, w rejonie stryjskim obwodu lwowskiego. Wieś liczy 1129 mieszkańców.
W II Rzeczypospolitej do 1934 samodzielna gmina jednostkowa. Następnie należała do zbiorowej wiejskiej gminy Bratkowce w powiecie stryjskim w woj. stanisławowskim. 
W latach 1939–1944 nacjonaliści ukraińscy z OUN-UPA zamordowali tutaj 18 Polaków, w tym 12 żołnierzy Wojska Polskiego powracających po kampanii wrześniowej do swoich domów.
Po wojnie wieś weszła w struktury administracyjne Związku Radzieckiego.